# Rose Crest
Rose Crest är en bergstopp i Antarktis. Den ligger i Östantarktis. Nya Zeeland gör anspråk på området. Toppen på Rose Crest är 2 000 meter över havet, eller 151 meter över den omgivande terrängen. Bredden vid basen är 4,5 km.
Terrängen runt Rose Crest är bergig åt nordväst, men åt sydost är den kuperad. Trakten är obefolkad. Det finns inga samhällen i närheten. 